# 요코노 고이치
요코노 고이치(横野浩一, 1947년 11월 21일 ~ 2020년 4월 25일)는 일본의 의사이다.
고베시에서 태어났다. 1972년 고베 대학 의학부를 졸업했다. 1974년 캘리포니아 대학교 샌프란시스코 소속 세포생물학 연구소에서 연구했다. 1982년 고베 대학 의학박사 학위를 받았다.
1992년 고베 대학 의학부 제2내과 강사, 1996년 조교수를 거쳐 1997년 고베 대학 의학부 노년내과 교수가 되었다. 2009년 고베 대학 법인이사 겸 부학장을, 2010년 일본 노년의학회 학술회장을 맡았다. 2013년 기타하리마 종합의료센터 병원장을 맡았다.
2020년 4월 25일 코로나19로 사망하였다. 직장인 기타하리마 종합의료센터에서 코로나19에 감염되었을 가능성이 높은 것으로 보고 공무재해로 인정되었다. 이는 일본에서 코로나19로 공무재해로 인정된 첫 사례 3건 중 하나였다.